# BS新闻50
《BS新闻50》（日語：BSニュース50）是1994年4月4日至2004年10月31日在NHK卫星第一频道（BS1）播出的头条新闻节目。该节目的名称来源于它在整点50分开始的事实。缩写为BS50。

## 节目结束
2004年5月，NHK宣布，同年11月1日起，将基于“24小时新闻频道计划”彻底重组其BS1节目系统，取消该节目，成立“NHK BS新闻”（据透露，开发实际上已结束）。
重组将按公告进行，播出将于2004年10月31日18:50结束，新节目《BS新闻》将于11月1日凌晨五点（起点）开始播出全天广播。然而，在最后一期中，并没有提及该节目的结束，也没有对新节目“NHK BS新闻”的开始播放做出任何解释。2004年3月27日刚刚完全重新设计的BGM、标题标志和其他CG没有被延续，仅仅七个月后就停用了。